# Elezioni comunali in Liguria del 1993
Le elezioni comunali in Liguria del 1993 si tennero il 21 novembre (con ballottaggio il 5 dicembre).

## Provincia di Genova

### Genova
| Candidati                     | Candidati                | II turno             | II turno          | I turno | I turno | Liste                                         | Voti    | %     | Seggi |
| Candidati                     | Candidati                | Voti                 | %                 | Voti    | %       | Liste                                         | Voti    | %     | Seggi |
| ----------------------------- | ------------------------ | -------------------- | ----------------- | ------- | ------- | --------------------------------------------- | ------- | ----- | ----- |
|                               | Adriano Sansa ✔️ Sindaco | 247 547              | 59,17             | 189 874 | 42,93   | Partito Democratico della Sinistra            | 98 026  | 26,19 | 22    |
| Federazione dei Verdi         | Adriano Sansa ✔️ Sindaco | 247 547              | 59,17             | 189 874 | 42,93   | 13 277                                        | 3,55    | 3     |       |
| Alleanza Democratica          | Adriano Sansa ✔️ Sindaco | 247 547              | 59,17             | 189 874 | 42,93   | 12 255                                        | 3,27    | 2     |       |
| Lista Pannella                | Adriano Sansa ✔️ Sindaco | 247 547              | 59,17             | 189 874 | 42,93   | 7 962                                         | 2,13    | 1     |       |
| La Rete                       | Adriano Sansa ✔️ Sindaco | 247 547              | 59,17             | 189 874 | 42,93   | 6 558                                         | 1,75    | 1     |       |
| Patto di Solidarietà          | Adriano Sansa ✔️ Sindaco | 247 547              | 59,17             | 189 874 | 42,93   | 5 765                                         | 1,54    | 1     |       |
|                               | Enrico Serra             | 170 799              | 40,83             | 116 973 | 26,45   | Lega Nord                                     | 108 562 | 29,01 | 9     |
| Seggio di coalizione          | Seggio di coalizione     | Seggio di coalizione | 40,83             | 116 973 | 26,45   | 1                                             |         |       |       |
|                               | Ugo Signorini            | Ugo Signorini        | Ugo Signorini     | 66 387  | 15,01   | Popolari per Genova                           | 33 604  | 8,98  | 3     |
| Rinnovamento Socialista       | Ugo Signorini            | Ugo Signorini        | Ugo Signorini     | 66 387  | 15,01   | 14 840                                        | 3,96    | 1     |       |
| Unione di Centro              | Ugo Signorini            | Ugo Signorini        | Ugo Signorini     | 66 387  | 15,01   | 6 975                                         | 1,86    | –     |       |
| Seggio di coalizione          | Seggio di coalizione     | Seggio di coalizione | Ugo Signorini     | 66 387  | 15,01   | 1                                             |         |       |       |
|                               | Giuliano Boffardi        | Giuliano Boffardi    | Giuliano Boffardi | 32 498  | 7,35    | Partito della Rifondazione Comunista          | 32 238  | 8,61  | 2     |
| Seggio di coalizione          | Seggio di coalizione     | Seggio di coalizione | Giuliano Boffardi | 32 498  | 7,35    | 1                                             |         |       |       |
|                               | Gianni Plinio            | Gianni Plinio        | Gianni Plinio     | 27 252  | 6,16    | Movimento Sociale Italiano - Destra Nazionale | 20 695  | 5,53  | 1     |
| Partito Pensionati            | Gianni Plinio            | Gianni Plinio        | Gianni Plinio     | 27 252  | 6,16    | 4 518                                         | 1,21    | –     |       |
| Seggio di coalizione          | Seggio di coalizione     | Seggio di coalizione | Gianni Plinio     | 27 252  | 6,16    | 1                                             |         |       |       |
|                               | Fabrizio Di Rella        | Fabrizio Di Rella    | Fabrizio Di Rella | 3 655   | 0,83    | Giovani per Genova                            | 3 516   | 0,94  | –     |
|                               | Luigi Vasco Salsi        | Luigi Vasco Salsi    | Luigi Vasco Salsi | 2 726   | 0,62    | Lega Autonomia Liguria                        | 2 697   | 0,72  | –     |
|                               | Giovanni Genta           | Giovanni Genta       | Giovanni Genta    | 1 476   | 0,33    | Lega Ligure                                   | 1 458   | 0,39  | –     |
|                               | Pasquale Romeo           | Pasquale Romeo       | Pasquale Romeo    | 1 403   | 0,32    | Movimento Lavoratori Autonomi                 | 1 333   | 0,36  | –     |
| Totale                        | Totale                   | 418 346              | 100               | 442 244 | 100     |                                               | 374 279 | 100   | 50    |
|                               |                          |                      |                   |         |         |                                               |         |       |       |
| Fonte: Ministero dell'interno |                          |                      |                   |         |         |                                               |         |       |       |

### Chiavari
| Candidati                     | Candidati                    | II turno             | II turno           | I turno | I turno | Liste                                | Voti   | %     | Seggi |
| Candidati                     | Candidati                    | Voti                 | %                  | Voti    | %       | Liste                                | Voti   | %     | Seggi |
| ----------------------------- | ---------------------------- | -------------------- | ------------------ | ------- | ------- | ------------------------------------ | ------ | ----- | ----- |
|                               | Vittorio Agostino ✔️ Sindaco | 9 687                | 56,43              | 5 269   | 26,99   | Lega Nord                            | 4 753  | 29,57 | 12    |
|                               | Renzo Repetto                | 7 479                | 43,57              | 4 517   | 23,14   | Per Chiavari                         | 2 410  | 14,99 | 2     |
| Pensionati Chiavaresi         | Renzo Repetto                | 7 479                | 43,57              | 4 517   | 23,14   | 882                                  | 5,49   | –     |       |
| Seggio di coalizione          | Seggio di coalizione         | Seggio di coalizione | 43,57              | 4 517   | 23,14   | 1                                    |        |       |       |
|                               | Arnaldo Monteverde           | Arnaldo Monteverde   | Arnaldo Monteverde | 4 455   | 22,82   | Insieme per la Città                 | 2 431  | 15,12 | 1     |
| Unione di Centro              | Arnaldo Monteverde           | Arnaldo Monteverde   | Arnaldo Monteverde | 4 455   | 22,82   | 792                                  | 4,93   | –     |       |
| Seggio di coalizione          | Seggio di coalizione         | Seggio di coalizione | Arnaldo Monteverde | 4 455   | 22,82   | 1                                    |        |       |       |
|                               | Vittorio Chiesa              | Vittorio Chiesa      | Vittorio Chiesa    | 2 558   | 13,10   | Democrazia Cristiana                 | 2 431  | 15,12 | 1     |
| Seggio di coalizione          | Seggio di coalizione         | Seggio di coalizione | Vittorio Chiesa    | 2 558   | 13,10   | 1                                    |        |       |       |
|                               | Marco Bertonati              | Marco Bertonati      | Marco Bertonati    | 1 960   | 10,04   | Partito della Rifondazione Comunista | 1 225  | 7,62  | –     |
| Federazione dei Verdi         | Marco Bertonati              | Marco Bertonati      | Marco Bertonati    | 1 960   | 10,04   | 448                                  | 2,79   | –     |       |
| Seggio di coalizione          | Seggio di coalizione         | Seggio di coalizione | Marco Bertonati    | 1 960   | 10,04   | 1                                    |        |       |       |
|                               | Massimo Mallucci             | Massimo Mallucci     | Massimo Mallucci   | 763     | 3,91    | Libera Unione Chiavaresi             | 702    | 4,37  | –     |
| Totale                        | Totale                       | 17 166               | 100                | 19 522  | 100     |                                      | 16 074 | 100   | 20    |
|                               |                              |                      |                    |         |         |                                      |        |       |       |
| Fonte: Ministero dell'interno |                              |                      |                    |         |         |                                      |        |       |       |

### Sestri Levante
| Candidati                     | Candidati                      | II turno             | II turno             | I turno | I turno | Liste                                         | Voti   | %     | Seggi |
| Candidati                     | Candidati                      | Voti                 | %                    | Voti    | %       | Liste                                         | Voti   | %     | Seggi |
| ----------------------------- | ------------------------------ | -------------------- | -------------------- | ------- | ------- | --------------------------------------------- | ------ | ----- | ----- |
|                               | Giovanni Traversaro ✔️ Sindaco | 6 368                | 50,50                | 3 292   | 23,40   | Lega Nord                                     | 3 107  | 22,99 | 12    |
|                               | Sergio Pinazzi                 | 6 242                | 49,50                | 3 879   | 27,58   | Unione Democratica della Città                | 3 777  | 27,94 | 3     |
| Seggio di coalizione          | Seggio di coalizione           | Seggio di coalizione | 49,50                | 3 879   | 27,58   | 1                                             |        |       |       |
|                               | Aldo Rivolini                  | Aldo Rivolini        | Aldo Rivolini        | 2 302   | 16,37   | Democrazia Cristiana                          | 2 235  | 16,54 | 1     |
| Seggio di coalizione          | Seggio di coalizione           | Seggio di coalizione | Aldo Rivolini        | 2 302   | 16,37   | 1                                             |        |       |       |
|                               | Roberto Santi                  | Roberto Santi        | Roberto Santi        | 1 831   | 13,02   | Insieme per la Città                          | 1 694  | 12,53 | –     |
| Seggio di coalizione          | Seggio di coalizione           | Seggio di coalizione | Roberto Santi        | 1 831   | 13,02   | 1                                             |        |       |       |
|                               | Giacomo Conti                  | Giacomo Conti        | Giacomo Conti        | 1 672   | 11,89   | Partito della Rifondazione Comunista          | 1 663  | 12,30 | –     |
| Seggio di coalizione          | Seggio di coalizione           | Seggio di coalizione | Giacomo Conti        | 1 672   | 11,89   | 1                                             |        |       |       |
|                               | Edoardo Baraldi                | Edoardo Baraldi      | Edoardo Baraldi      | 633     | 4,50    | FdV - La Rete - Volontari Cattolici           | 611    | 4,52  | –     |
|                               | Norma Baldi Predolin           | Norma Baldi Predolin | Norma Baldi Predolin | 457     | 3,25    | Movimento Sociale Italiano - Destra Nazionale | 429    | 3,17  | –     |
| Totale                        | Totale                         | 12 610               | 100                  | 14 066  | 100     |                                               | 13 516 | 100   | 20    |
|                               |                                |                      |                      |         |         |                                               |        |       |       |
| Fonte: Ministero dell'interno |                                |                      |                      |         |         |                                               |        |       |       |

## Provincia di Imperia

### Sanremo
| Candidati                            | Candidati              | II turno             | II turno             | I turno | I turno | Liste                          | Voti   | %     | Seggi |
| Candidati                            | Candidati              | Voti                 | %                    | Voti    | %       | Liste                          | Voti   | %     | Seggi |
| ------------------------------------ | ---------------------- | -------------------- | -------------------- | ------- | ------- | ------------------------------ | ------ | ----- | ----- |
|                                      | Davide Oddo ✔️ Sindaco | 19 298               | 53,39                | 11 375  | 28,90   | Lega Nord                      | 9 957  | 29,20 | 18    |
|                                      | Luigi Ivaldi           | 16 846               | 46,61                | 10 330  | 26,24   | Sanremo Insieme                | 5 419  | 15,89 | 2     |
| Partito della Rifondazione Comunista | Luigi Ivaldi           | 16 846               | 46,61                | 10 330  | 26,24   | 1 896                          | 5,56   | 1     |       |
| Seggio di coalizione                 | Seggio di coalizione   | Seggio di coalizione | 46,61                | 10 330  | 26,24   | 1                              |        |       |       |
|                                      | Adriano Battistotti    | Adriano Battistotti  | Adriano Battistotti  | 7 304   | 18,56   | Popolari per Sanremo           | 5 588  | 16,39 | 3     |
| Alleanza di Progresso                | Adriano Battistotti    | Adriano Battistotti  | Adriano Battistotti  | 7 304   | 18,56   | 1 610                          | 4,72   | –     |       |
| Seggio di coalizione                 | Seggio di coalizione   | Seggio di coalizione | Adriano Battistotti  | 7 304   | 18,56   | 1                              |        |       |       |
|                                      | Pietro Parise          | Pietro Parise        | Pietro Parise        | 3 996   | 10,15   | Patto per Sanremo              | 1 993  | 5,85  | 1     |
| Partito Democratico della Sinistra   | Pietro Parise          | Pietro Parise        | Pietro Parise        | 3 996   | 10,15   | 1 736                          | 5,09   | –     |       |
| Seggio di coalizione                 | Seggio di coalizione   | Seggio di coalizione | Pietro Parise        | 3 996   | 10,15   | 1                              |        |       |       |
|                                      | Vittorio Rovere        | Vittorio Rovere      | Vittorio Rovere      | 2 745   | 6,97    | Unione di Centro               | 2 614  | 7,67  | –     |
| Seggio di coalizione                 | Seggio di coalizione   | Seggio di coalizione | Vittorio Rovere      | 2 745   | 6,97    | 1                              |        |       |       |
|                                      | Alessandro Grappiolo   | Alessandro Grappiolo | Alessandro Grappiolo | 2 189   | 5,56    | Sanremo Operazione Mani Pulite | 1 964  | 5,76  | –     |
| Seggio di coalizione                 | Seggio di coalizione   | Seggio di coalizione | Alessandro Grappiolo | 2 189   | 5,56    | 1                              |        |       |       |
|                                      | Carlo Barillà          | Carlo Barillà        | Carlo Barillà        | 1 422   | 3,61    | Insieme per Sanremo            | 1 319  | 3,87  | –     |
| Totale                               | Totale                 | 36 144               | 100                  | 39 361  | 100     |                                | 34 096 | 100   | 30    |
|                                      |                        |                      |                      |         |         |                                |        |       |       |
| Fonte: Ministero dell'interno        |                        |                      |                      |         |         |                                |        |       |       |

## Provincia della Spezia

### La Spezia
| Candidati                     | Candidati                       | II turno             | II turno          | I turno | I turno | Liste                                         | Voti   | %     | Seggi |
| Candidati                     | Candidati                       | Voti                 | %                 | Voti    | %       | Liste                                         | Voti   | %     | Seggi |
| ----------------------------- | ------------------------------- | -------------------- | ----------------- | ------- | ------- | --------------------------------------------- | ------ | ----- | ----- |
|                               | Roberto Lucio Rosaia ✔️ Sindaco | 30 145               | 53,63             | 19 186  | 28,62   | Partito Democratico della Sinistra            | 13 418 | 22,21 | 18    |
| Alleanza per la Spezia        | Roberto Lucio Rosaia ✔️ Sindaco | 30 145               | 53,63             | 19 186  | 28,62   | 2 865                                         | 4,74   | 4     |       |
| Federazione dei Verdi         | Roberto Lucio Rosaia ✔️ Sindaco | 30 145               | 53,63             | 19 186  | 28,62   | 2                                             | 0,00   | 1567  |       |
|                               | Giuseppe Ricciardi              | 26 062               | 46,37             | 13 791  | 20,57   | Popolari per La Spezia                        | 7 101  | 11,75 | 3     |
| Nuova Italia                  | Giuseppe Ricciardi              | 26 062               | 46,37             | 13 791  | 20,57   | 2 581                                         | 4,27   | 1     |       |
| Lavoro e Sviluppo             | Giuseppe Ricciardi              | 26 062               | 46,37             | 13 791  | 20,57   | 2 220                                         | 3,67   | –     |       |
| Seggio di coalizione          | Seggio di coalizione            | Seggio di coalizione | 46,37             | 13 791  | 20,57   | 1                                             |        |       |       |
|                               | Riccardo Borrini                | Riccardo Borrini     | Riccardo Borrini  | 9 985   | 14,89   | Lega Nord                                     | 9 530  | 15,77 | 3     |
| Seggio di coalizione          | Seggio di coalizione            | Seggio di coalizione | Riccardo Borrini  | 9 985   | 14,89   | 1                                             |        |       |       |
|                               | Renzo Tonelli                   | Renzo Tonelli        | Renzo Tonelli     | 8 748   | 13,05   | Democrazia e Solidarietà                      | 6 950  | 11,50 | 2     |
| Seggio di coalizione          | Seggio di coalizione            | Seggio di coalizione | Renzo Tonelli     | 8 748   | 13,05   | 1                                             |        |       |       |
|                               | Giovanni Grazzini               | Giovanni Grazzini    | Giovanni Grazzini | 4 396   | 6,56    | Patto per La Spezia                           | 3 975  | 6,58  | –     |
| Seggio di coalizione          | Seggio di coalizione            | Seggio di coalizione | Giovanni Grazzini | 4 396   | 6,56    | 1                                             |        |       |       |
|                               | Sergio Pocci                    | Sergio Pocci         | Sergio Pocci      | 4 357   | 6,50    | Partito della Rifondazione Comunista          | 4 387  | 7,26  | 1     |
| Seggio di coalizione          | Seggio di coalizione            | Seggio di coalizione | Sergio Pocci      | 4 357   | 6,50    | 1                                             |        |       |       |
|                               | Aldo De Luca                    | Aldo De Luca         | Aldo De Luca      | 3 193   | 4,76    | Movimento Sociale Italiano - Destra Nazionale | 2 993  | 4,95  | –     |
| Seggio di coalizione          | Seggio di coalizione            | Seggio di coalizione | Aldo De Luca      | 3 193   | 4,76    | 1                                             |        |       |       |
|                               | Pierluigi Mele                  | Pierluigi Mele       | Pierluigi Mele    | 1 220   | 1,82    | La Rete                                       | 949    | 1,57  | –     |
|                               | Mauro Roccia                    | Mauro Roccia         | Mauro Roccia      | 1 119   | 1,67    | Giovani Gente Città                           | 867    | 1,43  | –     |
|                               | Giovanni Parisi                 | Giovanni Parisi      | Giovanni Parisi   | 1 050   | 1,57    | Partito Pensionati (A)                        | 1 017  | 1,68  | –     |
| Totale                        | Totale                          | 56 207               | 100               | 67 045  | 100     |                                               | 60 420 | 100   | 40    |
|                               |                                 |                      |                   |         |         |                                               |        |       |       |
| Fonte: Ministero dell'interno |                                 |                      |                   |         |         |                                               |        |       |       |

## Savona

### Albenga
| Candidati                     | Candidati                | II turno             | II turno            | I turno | I turno | Liste                                         | Voti   | %     | Seggi |
| Candidati                     | Candidati                | Voti                 | %                   | Voti    | %       | Liste                                         | Voti   | %     | Seggi |
| ----------------------------- | ------------------------ | -------------------- | ------------------- | ------- | ------- | --------------------------------------------- | ------ | ----- | ----- |
|                               | Angelo Viveri ✔️ Sindaco | 8 075                | 54,39               | 6 803   | 42,07   | Alternativa Democratica                       | 6 484  | 41,71 | 11    |
|                               | Maurizio Sacchetti       | 6 771                | 45,61               | 3 178   | 19,65   | Lega Nord                                     | 3 046  | 19,60 | 2     |
| Seggio di coalizione          | Seggio di coalizione     | Seggio di coalizione | 45,61               | 3 178   | 19,65   | 1                                             |        |       |       |
|                               | Angelo Barbero           | Angelo Barbero       | Angelo Barbero      | 2 632   | 16,28   | Uniti per la Città                            | 2 315  | 14,89 | 2     |
| Seggio di coalizione          | Seggio di coalizione     | Seggio di coalizione | Angelo Barbero      | 2 632   | 16,28   | 1                                             |        |       |       |
|                               | Giuseppe Pelosi          | Giuseppe Pelosi      | Giuseppe Pelosi     | 1 811   | 11,20   | Proposta per Albenga (AD - PS)                | 1 952  | 12,56 | 1     |
| Seggio di coalizione          | Seggio di coalizione     | Seggio di coalizione | Giuseppe Pelosi     | 1 811   | 11,20   | 1                                             |        |       |       |
|                               | Gian Carlo Salomone      | Gian Carlo Salomone  | Gian Carlo Salomone | 864     | 5,34    | Partito Democratico della Sinistra - PRI (A)  | 863    | 5,55  | –     |
| Seggio di coalizione          | Seggio di coalizione     | Seggio di coalizione | Gian Carlo Salomone | 864     | 5,34    | 1                                             |        |       |       |
|                               | Nazzareno Siccardi       | Nazzareno Siccardi   | Nazzareno Siccardi  | 590     | 3,65    | Partito della Rifondazione Comunista          | 582    | 3,74  | –     |
|                               | Gabriele Di Nardo        | Gabriele Di Nardo    | Gabriele Di Nardo   | 293     | 1,81    | Movimento Sociale Italiano - Destra Nazionale | 302    | 1,94  | –     |
| Totale                        | Totale                   | 14 846               | 100                 | 16 171  | 100     |                                               | 15 544 | 100   | 20    |
|                               |                          |                      |                     |         |         |                                               |        |       |       |
| Fonte: Ministero dell'interno |                          |                      |                     |         |         |                                               |        |       |       |